# Apple IIGS
El Apple IIGS (conocido por IIGS), el quinto y más potente modelo de la serie Apple II, es un ordenador personal de 16 bits producido por Apple Computer. Con el nombre de «GS» se refiere a Gráficos y Sonido, en referencia a sus capacidades multimedia reforzadas, especialmente su audio de última generación, que superó en gran medida los modelos anteriores de la línea y la mayoría de las máquinas modernas, como el Macintosh y el IBM PC.
La máquina fue un modelo radical de cualquier Apple II anterior, con su microprocesador 65C816S de 16 bits, mayor velocidad de procesamiento, acceso directo a los megabytes de la memoria RAM, fue la primera computadora en usar síntesis mediante tabla de ondas, la interfaz gráfica de usuario, y el ratón. Mientras que aún se mantiene la compatibilidad con versiones anteriores con los modelos Apple II, se mezcló aspectos tecnológicos del Apple II y Macintosh en una sola. Siguiendo con Apple "Apple II Para Siempre" lema de la época, los Apple IIGS establecen un futuro prometedor y el progreso evolutivo de la línea Apple II, pero Apple puso poca atención a esta línea porque la empresa se centró cada vez más en la plataforma Macintosh.
El Apple IIGS fue el primer ordenador producido por Apple en utilizar una interfaz gráfica de usuario a todo color, al igual que el esquema de colores Platino (gris claro), y también en utilizar el Apple Desktop Bus para teclados, ratones y otros dispositivos de entrada. También fue la primera computadora personal que tuvo un chip sintetizador wavetable basado en el muestreo integrado, que utiliza la tecnología de Ensoniq. La máquina superó en ventas a todos los demás productos de Apple junto con el Macintosh, durante su primer año de producción.

## Retrospectiva
El Apple IIGS fue lanzado el 15 de septiembre de 1986. Parte de la industria informática de Apple en ese momento estuvo en transición de la tecnología del procesador de 8 bits 6502, a la más reciente 16/32 bits en el Motorola 68000 que utilizan los ordenadores como Commodore Amiga, Atari ST y el Apple Macintosh. Con el fin de mantener la compatibilidad con los miembros anteriores de la línea Apple II, Apple utiliza el procesador 65C816 de Western Design Center. Además de proporcionar la continuidad plataforma, el procesador de menor capacidad mantuvo al Apple IIGS para poder competir con el Macintosh que, en el momento, era de solo en blanco y negro.
Compute! en 1988 urgió a Apple a hacer que el equipo sea más rápido, afirmando que "no importa la forma que se corte, el IIGS es lento" y que los programas específicos del Apple IIGS no pudieron seguir el ritmo de las acciones del usuario. La revista informó de los aumentos de precio debido a que en septiembre, un IIGS con monitor a todo color, un par de unidades de disco costó más de 3000 dólares, un precio que calificó como "asombroso". Al igual que el Apple II, el Apple IIGS fue popular en las escuelas, pero Apple no consiguió promover y actualizar el equipo, prefiriendo centrarse en la introducción del Macintosh en estos mercados en su lugar. El Apple IIGS estuvo lejos con un precio más grande y más lento en términos de velocidad de procesamiento en bruto en comparación con sus enemigos y cada vez más, sin actualizaciones regulares de avance, se retrasó respecto con otros ordenadores personales. Finalmente, Apple retiró el modelo en diciembre de 1992.

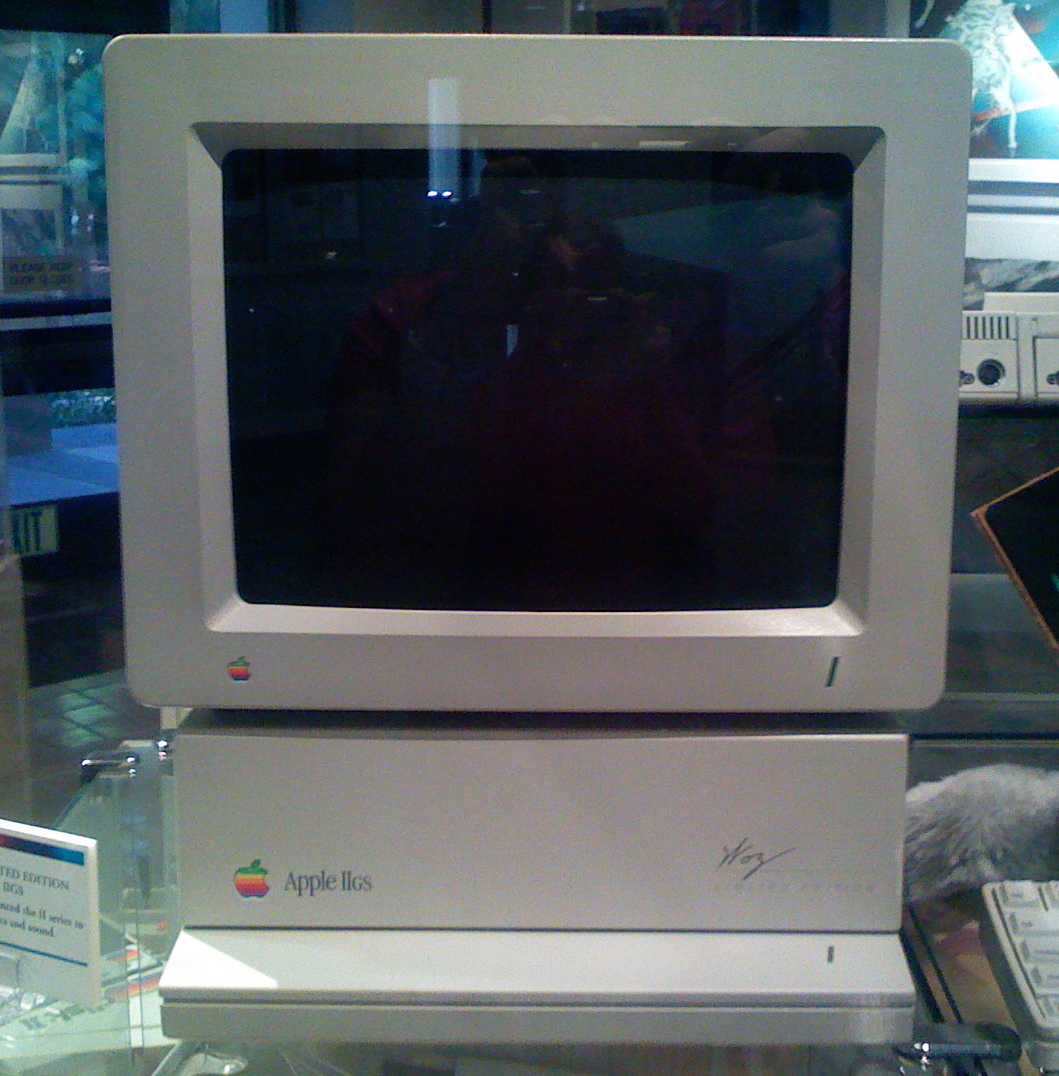
Apple IIGS original

## Características de hardware
El Apple IIGS fue un equipo innovador con muchas mejoras relacionadas con los anteriores, Apple IIe y Apple IIc. Se emularon sus predecesores mediante la utilización de un chip personalizado llamado el Mega II y usa el nuevo microprocesador Western Design Center 65C816 de 16 bits funcionando a 2.8  megahercios, que fue más rápido que los procesadores  NMOS 6502 de 8 bits y el CMOS 65C02 usados en los modelos Apple II anteriores. El uso del 65C816 permitió a los Apple IIGS usar más memoria RAM.
El uso de un reloj de 2.8 megahercios fue una decisión de marketing destinada a limitar el desempeño a un nivel más bajo que el del Macintosh, una decisión que tuvo un efecto crítico en el éxito en los Apple IIGS.
El Apple IIGS también incluyó gráficos y sonido mejorados, lo que llevó a su nombre GS. 
Sus gráficos fueron los mejores de la serie Apple II, con nuevos modos de vídeo de una alta resolución espectaculares. 
Estos incluyen un modo de 640×200  píxeles con color de 2 bits y un modo de 320×200 píxeles con color de 4 bits, los cuales podrían seleccionar 4 o 16 colores (respectivamente) de una paleta de 4096 colores. 
Cuando se introdujo en primer lugar, la interfaz de usuario de Apple conocida como MouseDesk y el sistema Apple IIGS solo mostró blanco y negro. Los usuarios no ven el color hasta que no se puso en marcha una aplicación que aprovechó las nuevas características. 
El nuevo sistema de audio fue generado por un sintetizador de sonido y la música incorporada mediante un chip que fue un oscilador digital de Ensoniq (DOC), que tenía su propia memoria RAM dedicada y 32 canales independientes de sonido.
Aunque Apple tuvo la esperanza de que Apple IIc pueda vender más que el Apple IIe, este último fue más popular ante sus ranuras. El IIGS tuvo soporte para ambos disquetes de 5,25 pulgadas y 3,5 pulgadas y, como el Apple IIe, tenía varias ranuras de expansión. Estos incluyeron siete ranuras de expansión de propósito general compatibles con los de la Apple II, II Plus, y IIe junto con una ranura de expansión de memoria que podría ser utilizado para añadir hasta 8 megabytes de memoria RAM. El Apple IIGS, así como el Apple IIc, también había dedicado puertos para dispositivos externos, que incluyen un puerto para conectar unidades de disco, un par de puertos serie para los dispositivos tales como impresoras y módems, un puerto de Apple Desktop Bus para conectar el teclado y el ratón, y compuesto y puertos de vídeo RGB.
El IIGS también apoyó el arranque desde un servidor AppleShare mediante el protocolo AppleTalk, sobre cableado LocalTalk. Cuando se introdujo la Tarjeta de Estaciones de Trabajo Apple IIe, esta capacidad se dio al Apple IIe. Esto duró más de una década antes del ofrecimiento por NetBoot de la misma capacidad para muchos de los equipos que ejecutan Mac OS 8 y posteriores.

## Características de software
En términos generales, el software que se ejecuta en el Apple IIGS se puede dividir en dos grandes categorías: software de 8 bits compatible con los sistemas anteriores de Apple II, tales como el IIe y IIc, y software IIGS de 16 bits, la mayoría de ellos que se ejecutan bajo el software del sistema operativo del Apple IIGS y se aprovecha de sus características avanzadas junto con un clon cerca de la interfaz gráfica de usuario de Macintosh.

### Compatibilidad de 8 bits con Apple II
Casi el Apple IIGS fue completamente compatible con los modelos anteriores de Apple II, así que los usuarios (particularmente en la educación) no se quedan con grandes bibliotecas de software inservible. El Apple IIGS podría ejecutar todos los sistemas operativos de Apple anteriores al Apple II: Apple DOS, ProDOS 8, y Apple Pascal. También es casi compatible con todo el software de 8 bits que se ejecutan en estos sistemas. Así como el Apple II Plus, el Apple IIe y el Apple IIc, la Apple IIGS también incluyó Applesoft BASIC y un monitor (que podría ser utilizado para una simple programación en lenguaje ensamblador) en la memoria ROM, así que incluso podría ser utilizado sin un sistema operativo cargado desde el disco. El software de 8 bits se ejecutó dos veces más rápido a menos que el usuario rechace la velocidad del procesador en el panel de control del Apple IIGS.

### Software del sistema Apple IIGS
El software del sistema Apple IIGS utiliza una interfaz gráfica de usuario (GUI) muy similar a la del Macintosh y algo así como GEM para PC y los sistemas operativos de los ordenadores Atari y Amiga contemporáneos. Las versiones iniciales del software del sistema se basan en el sistema operativo ProDOS 16, que se basó en los ProDOS originales del sistema operativo para las computadoras Apple II de 8 bits. Aunque se modificó para que el software de 16 bits de Apple IIGS podría ejecutarse en él, ProDOS 16 fue escrito en gran parte con codificación de 8 bits y para así evitar aprovechar al máximo las capacidades de la IIGS. Las versiones posteriores del software del sistema (comenzando con la versión 4.0) remplazó el ProDOS 16 por un nuevo sistema operativo de 16 bits conocido como GS/OS. Fue mejor utilizar las capacidades únicas de los IIGS y además, incluyó muchas nuevas características valiosas. El software del sistema operativo del Apple IIGS se mejoró sustancialmente y se expandió durante los años en que se desarrolló, que culminó en su versión final, el Sistema 6.0.1, que fue lanzado en 1993.

#### Interfaz gráfica de usuario
El software del sistema operativo del Apple IIGS proporciona una interfaz gráfica de usuario prevista del uso del ratón, estando impulsado al uso de conceptos tales como ventanas, menús e iconos. Esto fue hecho por una caja de herramientas de código, algunos de los que residieron en la memoria ROM del ordenador y algunos de los que fueron cargados desde el disco. La interfaz gráfica de usuario IIGS fue muy similar a la de los primeros modelos del Macintosh. Solo una aplicación importante podría funcionar a la vez, aunque otros programas, más pequeños, conocidos como accesorios de escritorio, pudieron ser utilizados simultáneamente. El IIGS tuvo una aplicación de búsqueda muy similar a la de Macintosh, que permite al usuario manipular archivos y lanzar aplicaciones. Por defecto, el buscador se mostró en la computadora cuando encendida y cada vez que el usuario quiso salir de una aplicación que se había iniciado desde ella, pero la aplicación de inicio se podía cambiar por el usuario.
Las compañías de software se quejaron de que Apple no proporcionó la información y desarrollo de herramientas técnicas para crear software para el Apple IIGS. En 1988, Compute! informó que ambos Cinemaware y Desarrollo Intergalactic tuvieron que escribir sus propias herramientas para utilizar sonido en el Apple IIGS, con este último diciendo que " este tipo de problemas... se están convirtiendo en algo común en toda la industria ".

#### Extensibilidad
El software del sistema IIGS podría extenderse a través de diversos mecanismos. Nuevos accesorios de escritorio, que eran pequeños programas que van desde una calculadora hasta los procesadores de texto simples que se podrían utilizar durante la ejecución de cualquier aplicación de escritorio estándar. Accesorios clásicos de escritorio también sirvieron como pequeños programas disponibles mientras ejecuta otras aplicaciones, pero utilizaron la pantalla de texto e incluso se puede acceder desde aplicaciones que no son de escritorio. Buscadores adicionales permitiendo nuevas capacidades que se añadirían al buscador principal, los drivers se podrían utilizar para apoyar a los nuevos dispositivos de hardware. Estas características podrían ser usadas para proporcionar características nunca previstas por los diseñadores del sistema.

### Capacidad multitarea
Una característica interesante de la IIGS era que la multitarea era posible. Un kernel multitarea de UNIX fue producido, y que fue llamado GNO/ME, que se desarrolló bajo la GUI y proporciona multitarea preventiva. Además, un sistema llamado The Manager podría ser utilizado para hacer el Buscador más como el de la Macintosh, permitiendo que el software principal se pueda ejecutar de forma simultánea a través de la multitarea cooperativa.

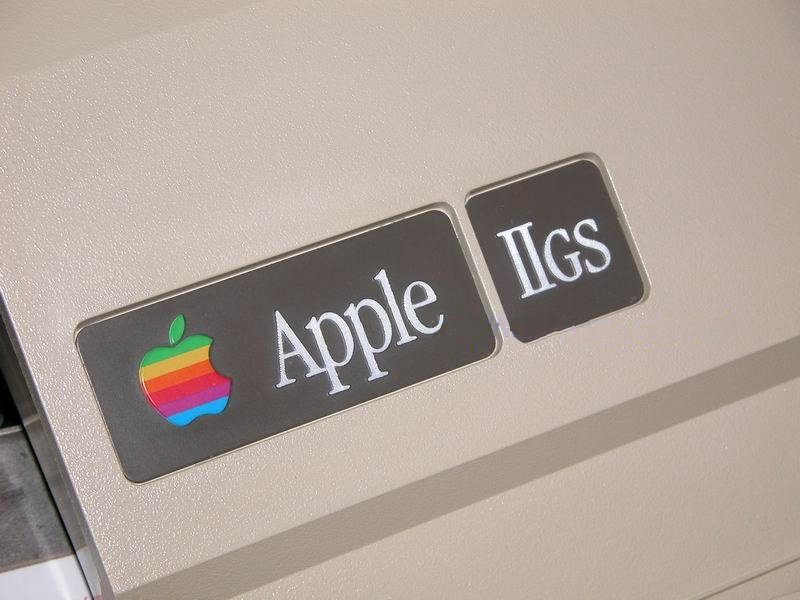
Las tarjetas de identificación se reemplazó de la tapa frontal, que se utilizaba en el Apple IIe a IIgs actualización.

## Especificaciones técnicas

### Microprocesador
- WDC 65816/65802|WDC 65C816 a 2,8 megahercios
- 8-bit  de bus de datos, con la opción de elección de 8 o 16 registros.
- 24 bit de dirección, usando 16 bits de direcciones de bus y un banco multiplexado de direcciones

### Memoria
- 1 megabytes de memoria RAM construidos (256 kilobytes definitivamente) (expandible a 8 megabytes)
- 256 kilobytes de memoria ROM construidos (128 kilobytes definitivamente)

### Modos de video

#### Emulación de video
- 40 y 80 columnas de texto, con 24 líneas[8] (16 de primer plano seleccionable, fondo, color de bordes)
- Baja resolución: 40×48 (16 colores)
- Alta resolución: 280×192 (6 colores)[9]
- Baja resolución doble: 80×48 (16 colores)
- Alta resolución doble: 560×192 (16 colores)[9]

#### Video nativo
- Resolución súper alta  (Modo 320)
  - 320×200 (16 colores, seleccionable de 4,096 colores de la paleta)
  - 320×200 (256 colores, seleccionable de 4,096 colores de la paleta)[10]
  - 320×200 (3200 colores, seleccionable de 4,096 colores de la paleta)[10]

- Resolución súper alta (Modo 640)
  - 640×200 (4 colores, seleccionable de 4,096 colores de la paleta)
  - 640×200 (16 colores, seleccionable de 4,096 colores de la paleta)[11]
  - 640×200 (64 colores, seleccionable de 4,096 colores de la paleta)[10]
  - 640×200 (800 colores, seleccionable de 4,096 colores de la paleta)[10]

- Modo mixto
  - 320/640×200, Resolución horizontal seleccionable dentro de una línea por una línea básica.

### Audio
- Chip Ensoniq 5503 de oscilación digital
  - 8 bits de resolución de audio
  - 64 kilobytes de memoria RAM dedicados al audio
  - Oscilador de 32 canales (15 voces cuando emparejados)[12]
  - Soporte para 18 canales estéreos de voz independientes.

### Expansión
- 7 ranuras de bus Apple II (50-pin card)
- Espacio de expansión de memoria de Apple IIGS (44-pin card-edge)

### Conectores internos
- I/O socket para juegos (16-pin DIP)
- Ensoniq I/O conector de expansión (7-pin molex)

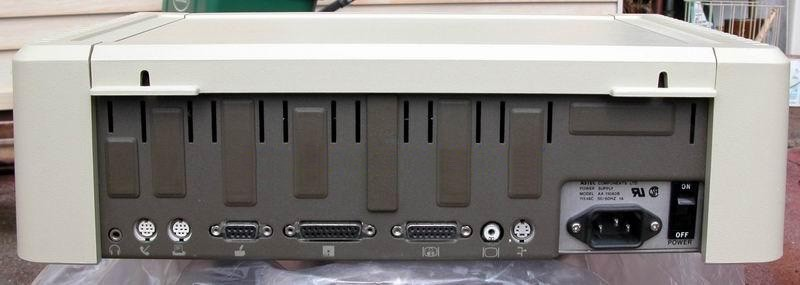
Vista posterior de la actualización IIGS, teneniendo en cuenta los nuevos puertos y conectores.

### Controladores de chips especializados
- IWM (Integrated Wozniak Machine) para controlador de disquete
- VGC (Video Graphics Controller) para video
- MEGA II (Apple IIe computer on chip)
- Ensoniq DOC (sintetizador de tabla de ondas)
- Zilog Z8530 SCC (controlador de puerto serie
- Microcontrolador Apple Desktop Bus
- FPI/CYA

### Conectores externos
- Conector RCA de salida de vídeo compuesto NTSC
- Conector DE-9 de Joystick
- Salida de audio (1/8 pulgadas de monosonido)
- Conector mini-DIN 8 del puerto serie RS-422 de impresora
- Conector mini-DIN 8 del puerto serie RS-422 de módem

- Disquetera (D-19)
- Conector monitor Apple DA-15 RGB analógico
- Conector mini-DIN 4 de Apple Desktop Bus

## Revisiones
Mientras que en la producción entre septiembre de 1986-diciembre de 1992, el Apple IIGS se mantuvo relativamente sin cambios desde su creación inicial. No obstante, durante los siguientes años, Apple produjo algunas actualizaciones de mantenimiento en el sistema que abarca principalmente dos nuevas versiones basadas en la memoria ROM y una placa base renovada. Se rumoreó de varios prototipos que mejoraron en gran medida las características de la máquina y las capacidades de diseño y construcción, aunque solo una vez ha sido expuesto públicamente (es decir, el Mark Twain).

## Gus
Apple diseñó el Apple IIe Card para la transición de los clientes de Apple IIe al Macintosh LC, en particular en las escuelas que tuvieron una gran inversión en el software de Apple II. 
La comunidad educativa tuvo una importante inversión en el software IIGS, lo que hizo que la actualización a un Macintosh fuese una propuesta menos atractiva que el Apple IIe.
Los diseñadores de software de Apple, Dave Lyon y Andy Nicholas, empezaron a desarrollar un emulador de software IIGS, en su tiempo libre, que llamaron Gus, que iría incluido en el Power Macintosh solamente. 
Apple, de entrada, no hizo nada para apoyar oficialmente el proyecto. Sin embargo, al ver la necesidad de ayudar a cambiar a sus clientes del sector educativo al Macintosh (así como vender Power Macs), Apple empezó a distribuir extraoficialmente el software de forma gratuita a las escuelas e instituciones que habían firmado un acuerdo de no divulgación. 
Nunca se vendió al público, pero ahora está disponible en Internet, junto con muchos emuladores de Apple II de terceros. 
Gus representa uno de los pocos emuladores de software desarrolladas dentro de Apple (oficial o extraoficial), incluidos en MacWorks y el entorno Mac OS X Classic.

## Desarrolladores de Apple II
John D. Carmack, co -fundador de id Software, comenzó su carrera escribiendo software comercial para el Apple IIGS, trabajando con John Romero y Tom Hall. Wolfenstein 3D, basado en el juego de Apple II Castle Wolfenstein de 1981, cerró el círculo de la serie Apple II cuando fue lanzado para el Apple IIGS en 1998.
Bob Yannes, creador del chip sintetizador SID utilizado en el Commodore 64, continuó con el diseño del sintetizador DOC Ensoniq 5503 utilizado en el de Apple IIGS.
Dos principales videojuegos, Zany Golf y The Immortal, que se originaron como juegos específicos del Apple IIGS, fueron posteriormente portados a varias plataformas, debido a su inmensa popularidad.
Naughty Dog, el conocido desarrollador de juegos de PlayStation, que comenzó como una compañía de software de juegos de Apple IIGS. 
Pangea Software, uno de los desarrolladores de juegos de Macintosh más conocidas y populares, también comenzó como una compañía de software de juegos de Apple IIGS.

### Desarrollos fallidos
En 1989, Compute! informó acerca de la especulación de que Apple podría anunciar en el AppleFest de Mayo un Apple IIGS Plus con un procesador de entre 2-3 veces más rápido, 768 kilobytes y 1 megabyte de memoria RAM, y un puerto SCSI, pero no ha aparecido ningún equipo nuevo.
VTech, creador del Laser 128, compatible con el Apple II, anunció planes para una compatible Apple IIGS en 1988 por menos de 600 dólares. Se mostró un prototipo en 1989, pero nunca fue lanzado debido a problemas de licencia con Apple.[cita requerida]
Un proyecto llamado "Avatar" a principios de los 90, prometió una máquina de 32 bits del panorama actual que fue compatible con el Apple IIGS. Nunca se terminó o liberó. Algunos dudan de que el proyecto saliera de la etapa de conceptualización.[cita requerida]